# وانگ لودان
وانگ لودان (چینی ساده: 王珞丹; پین‌یین: Wáng Luòdān؛ زادهٔ ۳۰ ژانویه ۱۹۸۴) بازیگر و خواننده اهل چین است. او به خاطر ایفای نقش در مجموعه تلویزیونی مبارزه (۲۰۰۷) به شهرت رسید. او در سال ۲۰۱۴ به جایگاه شماره ۷۴ فهرست ۱۰۰ سلبریتی چینی فوربز رسید. از جمله آثاری که در آنها ایفای نقش کرده است می‌توان به تأسیس یک حزب و قاره اشاره کرد.

## اوایل زندگی و تحصیلات
وانگ زادهٔ چی‌فنگ، مغولستان داخلی، چین است. او در سال ۲۰۰۵ از آکادمی فیلم پکن فارغ‌التحصیل شد.